# Herk
L'Herk és un petit riu de Bèlgica que neix a Rukkelingen-Loon, un nucli del municipi Heers de la província de Limburg i es desemboca al Dèmer a Halen. Rega els municipis d'Heers, Sint-Truiden, Wellen, Alken, Herk-de-Stad i Halen. Va donar el seu nom a dues entitats: Herk-de-Stad i Sint-Lambrechts-Herk, un antic municipi que s'ha fusionat amb la ciutat d'Hasselt.
El nom prové d'un mot cèltic arika (un diminutiu d'ara, riu) i significa doncs rierol.
Després de l'obertura d'una estació de depuració el 1998 a Alken, la qualitat de l'aigua del riu que abans era molt contaminada pels vessaments de la fàbrica de cervesa Alken-Maes va millorar-se molt. Projectes de rectificació a mitjan segle xx, van crear més problemes d'erosió accelerada i inundacions riu avall i a més de reduir la biodiversitat. El 2010 es va publicar un pla estratègic per a renaturalitzar el riu i el seu principal afluent, el Mombeek. Des de 2013 es van restaurar dos vells meandres i es van crear ribes més suaus per a crear un biòtop de transició viu.

## Afluent
- Mombeek

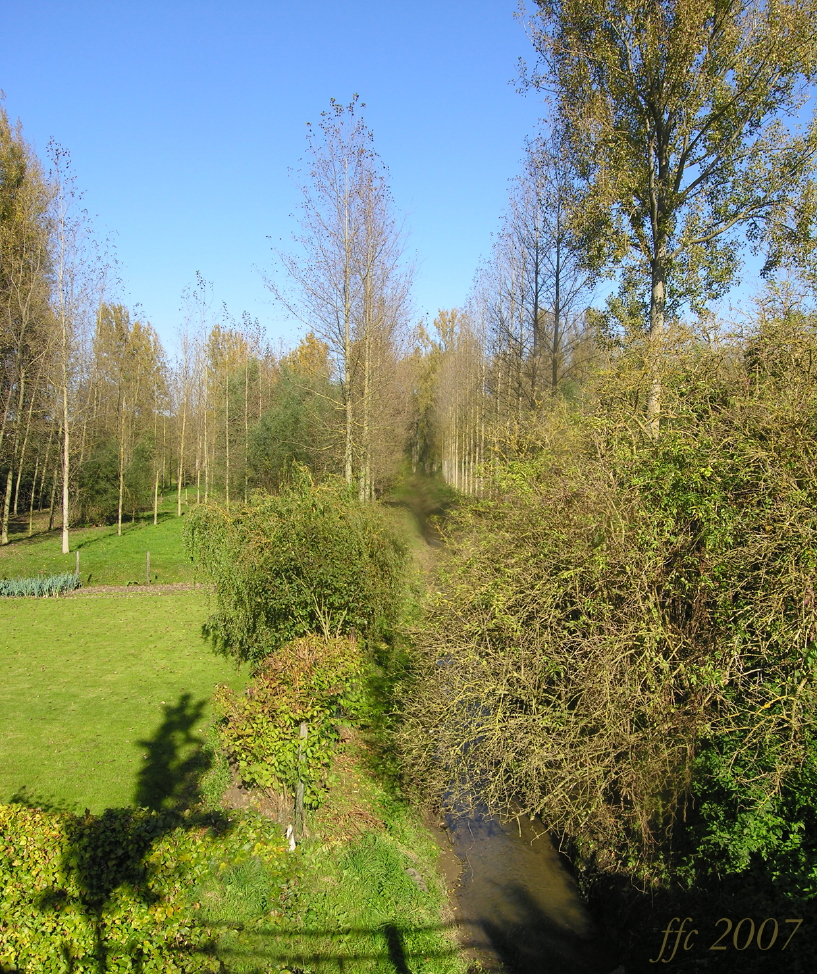
Prats humits als marges de l'Herk a Gelinden